# Сен Жан
Езеро Сен Жан (на френски: Lac Saint-Jean) е 5-о по големина езеро в провинция Квебек. Площта му, заедно с островите в него е 1003 км2, която му отрежда 43-то място сред езерата на Канада. Площта само на водното огледало без островите е 1002 км2. Надморската височина на водата е 98 м.
Езерото се намира в южната част на провинцията на 180 км северно от град Квебек. Площта на водосборния му басейн е 71 947 км2. Дължината му от северозапад на югоизток е 44 км, а ширината от югозапад на североизток – 24 км. Максимална дълбочина – 63 м. Обем 11,9 км3. Сен Жан се намира в плитка долина с ледников произход, като годишното колебание на водната повърхност е от порядъка на 5,5 м. От декември до май е сковано от ледена покривка. Богато на риба – годишен улов около 22,5 хил. т.
Езерото се подхранва от десетки реки и ручеи, най-големи от които са: Мистасини, Перибонка, Ашуапмучуан и др. От езерото в източна посока изтича плавателната река Сагеней (247 км), която се влива в естуара на река Сейнт Лорънс. По бреговете на езерото са разположени множество селища, по-големи от които са: Алма, Робервал, Перибонка, Долбо-Мистасини, Нормандин, Шамбор, Сен Фелисиен и др.
Езерото Сен Жан е открито през 1647 г. от френския монах-йезуит Жан дьо Кан и е кръстено на неговото име. Има съмнения, че езерото е открито и посетено много по-рано, през 1542 г. от Жуан Афонсу, португалски мореплавател, главен пилот (кормчия) в експедицията на Жак Картие.
През 1671 г. езерото за първи път е описано, грубо скицирано и нанесено на карта от друг френски монай-йезуит Шарл Албанел. По това време по бреговете на езерото живеят индианците какоучаки, които назовават водния басейн Пиекоиагами (в превод „плоско езеро“), и които започват активна търговия с монасите йезуити. Три години след експедицията на Шарл Албанел, през 1674 г. цялата област около езерото става френско кралско владения и първата търговска станция (фактория) е построена в устието на река Метабетчуан през 1676 г.
До средата на 1850-те години, т.е. близо две столетия се води активна търговия с ценни животински кожи между местните индиански племена и европейските прекупвачи. От 1849 г. и до началото на XX в. се провежда активно заселване на региона с преселници от други райони на Канада, САЩ и Европа. През 1888 г. е построена жп линия до град Робервал, която обслужва усиления дърводобив извършващ се в района от началото на века. В началото на XX в. е построен голям целулозно-хартиен комбинат, използващ огромното количество дървен материал добиван около езерото, а през 1943 г. е построен завод за проидводство на алуминий.
Друг важен фактор за развитието на промишлеността в района е строителството на ВЕЦ-ове на река Алма през 1923 г. и на река Перибонка през 1951-1960 г. През последните години по бреговете на езерото бурно се развива туризма, летния отдих и спортния риболов (главно улов на сьомга и щука).